# جادوی خشن
جادوی خشن (به انگلیسی: Rough Magic) فیلمی محصول سال ۱۹۹۵ و به کارگردانی کلاری پپوله است. در این فیلم بازیگرانی همچون بریجیت فوندا، راسل کرو، جیم برودبنت، پال رودریگز و کنت مارس ایفای نقش کرده‌اند.